# Наум (Шотлев)
Епископ Наум (в миру Никола Илиев Шотлев; 27 июля 1926, Варна — 31 марта 2005, Бачковский монастырь) — епископ Болгарской православной церкви, епископ Агафоникийский, проигумен Бачковского монастыря.

## Биография
Родился 24 июля 1926 года в Варне. Рано осиротел.
В 1942 году поступил послушником в Бачковский монастырь. Там 27 сентября 1943 года тогдашним игуменом монастыря архимандритом Пимен (Эневым) пострижен в монашество с именем Наум.
В монастыре с 1943 по 1977 год последовательно служил: пономарём, торговцем свечами, ключником, экскурсоводом, смотрителем музея, руководителем хозяйственной деятельности, эфимернием и заместителем игумена.
В 1944 году завершил основное образование в селе Бачково. Осенью 1945 года поступил в Пловдивскую духовную семинарию, которую окончил в 1950 году.
19 мая 1950 года в храме Софийской духовной семинарии святого Иоанна Рыльского ректором семинарии епископом Смоленским Тихоном рукоположен в сан иеродиакона.
С осени 1950 года иеродиакон Наум обучался в Духовной академии святого Климента Охридского в Софии, которую окончил в 1955 году.
Вернувшись в монастырь в мае 1956 года, был рукоположён в сан иеромонаха тогдашним игуменом монастыря епископом Агафоникийским Ионой.
4 апреля 1965 года решением Святейшего Синод возведён в сан архимандрита епископом Стобийским Варлаамом.
6 мая 1977 года архимандрит Наум назначен настоятелем Болгарского церковного подворья при Московской патриархии; в такой должности оставался до 1 июня 1982 года. 4 июня 1978 года в связи с празднованием 30-летия Болгарского подворья в Москве был удостоен награды Русской Православной Церкви — ордена святого равноапостольного князя Владимира II степени.
После возвращения в Болгарию, 1 июня 1982 года назначен игуменом Троянского монастыря.
28 ноября 1982 года в Патриаршем кафедральном соборе Святого Александра Невского хиротонисан в сан епископа с титулом «Агафоникийский» с оставлением в должности игумена Троянского монастыря.
15 июля 1986 года назначен игуменом Бачковского монастыря.
Был одним из шести митрополитов и трёх епископов, которие провозгласили патриаршие выборы 1971 года незаконными, а патриарха Максима — нелегитимным и низложенным и 18 мая 1992 года образовали т.н. Альтернативный синод, но епископ Наум быстро передумал, и сразу возвратился в подчинение патриарху Максиму
15 января 2004 года освобождён от должности игумена Бачковского монастыря, при этом получил почётное звание «проигумен».
Скончался 31 март 2005 года. Отпевание состоялось 2 апреля 2005 года в 10.00 в храме на монастырском кладбище. Похоронен также, в Бачково.